# Sébastien-Charles Leconte
Sébastien-Charles Leconte, né le 22 octobre 1860 à Arras et mort le 7 janvier 1934, était un poète français. Il fut inhumé à Saint-Malo (cimetière de Paramé) où une avenue portant son nom fut inaugurée le 3 septembre 1934.

## Biographie
Dans le groupe des « Derniers Parnassiens », c'est certainement celui qui donne le plus l'impression de la grandeur et de la force : par la puissance de sa poésie il rappelle son célèbre homonyme. Comme lui, il a traité les grands thèmes antiques et les légendes septentrionales avec une maîtrise complète. Sa poésie, tout imprégnée de philosophie et de science, est du reste très originale. Si, par le moule artistique et la versification, Sébastien-Charles Leconte est un disciple de l'auteur des Poèmes antiques (Leconte de Lisle), par ses conceptions poétiques il est bien lui-même. À la fois penseur et artiste, il sait tirer d'un sujet toute la magnificence poétique qu'il comporte. Ses strophes ailées ont une belle envolée : elles donnent l'impression de ces magnifiques Victoires de marbre grecques (celle de Pteonios ou celle de Samothrace) qui, d'un élan irrésistible, s'élancent vers le ciel.
Nommé président de la Cour d'appel de Nouméa, en Nouvelle-Calédonie, il fit de là des voyages en Polynésie, en Inde et en Australie, afin de mieux ressentir les civilisations non-européennes. Il se lia notamment d'amitié avec le poète australien Christopher Brennan. De retour un moment à Paris, il publia ses deux premiers volumes de vers, Le Bouclier d’Arès et L’Esprit qui passe, en 1897. Il rentra définitivement à Paris en 1901, continuant sa double carrière dans la littérature et dans le droit.
Bien que jugé favorablement par les critiques de l'époque, il est tout à fait oublié aujourd'hui.

## Œuvres
- Le Bouclier d’Arès, 1897
- L’Esprit qui passe, 1897
- Les Bijoux de Marguerite, 1899
- La Tentation de l'homme, 1903
- Le Sang de Méduse, 1905
- Le Masque de fer, 1911
- Esther, princesse d'Israël: drame en quatre actes, 1912 (avec André Dumas)
- L’Holocauste, 1926
- Anthologie des poètes néo-classiques: morceau choisis, 1932 (avec Ali-Bert)
- Nuit à Gethsémani, 1932

## Prix
- Prix de poésie de l’Académie française 1897 et 1905.
- Prix Archon-Despérouses 1900[2].